# Asociación Pro Derechos Por la Vida
La Asociación Pro Derechos Por la Vida (APRODEVIL) es un organismo relacionado al Movimiento Revolucionario Túpac Amaru (MRTA). Está liderado por Armida Esperanza Valladares Jara y está conformado por familiares de emerretistas capturados. El objetivo de APRODEVIL es sensibilizar a la población para revertir las sentencias a los militantes del MRTA, a los que denominan «presos políticos».
En 2002, ante la Comisión de la Verdad y la Reconciliación, abogaron por la modificación de la ley antiterrorista. Fue parte del Congreso Continental Bolivariano por Nuestra América. En 2008, este organismo publicó un comunicado en el que apoyaba la propuesta de Hugo Chávez de denominar a las FARC y al ELN como fuerzas insurgentes en vez de clasificarlos como grupos terroristas.